# Esku
Esku är en ort i Estland. Den ligger i Põltsamaa kommun och landskapet Jõgevamaa, i den centrala delen av landet, 110 km sydost om huvudstaden Tallinn. Esku ligger 59 meter över havet och antalet invånare är 413.
Terrängen runt Esku är mycket platt, och sluttar söderut. Runt Esku är det mycket glesbefolkat, med 5 invånare per kvadratkilometer. Närmaste större samhälle är Põltsamaa, 5,1 km öster om Esku. I omgivningarna runt Esku växer i huvudsak blandskog.